# Sem Aardewerk
Samuël (Sam) Aardewerk (21 januari 1929 - 24 november 1995) was een Nederlands interieurontwerper, docent aan de Technische Universiteit Delft, ook bekend als jurylid bij de Nederlandse Meubelprijzen.

## Leven en werk
Sam Aardewerk kreeg zijn opleiding tot interieurarchitect aan de Koninklijke Academie van Beeldende Kunsten in Den Haag. Na zijn opleiding vestigde hij zich als interieurarchitect in Den Haag.
Tijdens de wereldtentoonstelling van 1958, de Expo 58 in Brussel, werkte hij werkte hij samen met Gerrit Rietveld aan het ontwerp van het interieur van de beurs. In de jaren zestig werkte hij verder met Benno Wissing en Total Design aan de inrichting van vestigingen van uitzendbureau Randstad.
Aardewerk was verder docent aan de Technische Universiteit Delft. Hij was lid van de Beroepsvereniging Nederlandse Interieurarchitecten (BNI) en haar voorzitter van 1963 tot 1972 en van 1983 tot 1987. Hij was tevens jarenlang jurylid bij de Nederlandse Meubelprijzen.

## Exposities, een selectie
- 1966. Vijftig jaar zitten: stoelententoonstelling, Stedelijk Museum Amsterdam.[6][7]